# کلیوند
کلیوند، روستایی از توابع بخش مرکزی شهرستان پل‌دختر در استان لرستان ایران است.
این روستا در ضلع غربی رودخانه کشکان واقع شده است.

## جمعیت
این روستا در دهستان ملاوئ قرار دارد و براساس سرشماری مرکز آمار ایران در سال ۱۳۸۵، جمعیت آن ۵۴۷ نفر (۱۲۱خانوار) بوده‌است.